# San Francisco 49ers 2016
La stagione 2016 dei San Francisco 49ers è stata la 67ª della franchigia nella National Football League, la prima e unica con Chip Kelly come capo-allenatore. La squadra tentava di riprendersi dal record di 5-11 della stagione precedente ma fece ancora peggio, terminando con due sole vittorie, entrambe contro i Los Angeles Rams. Il record di 2-14 fu il peggiore del club dalla stagione 2004. Inoltre il record casalingo di 1–7 pareggiò il peggiore della storia della franchigia. Per tali motivi, a fine stagione i 49ers licenziarono Chip Kelly e il general manager Trent Baalke.

## Scelte nel Draft 2016

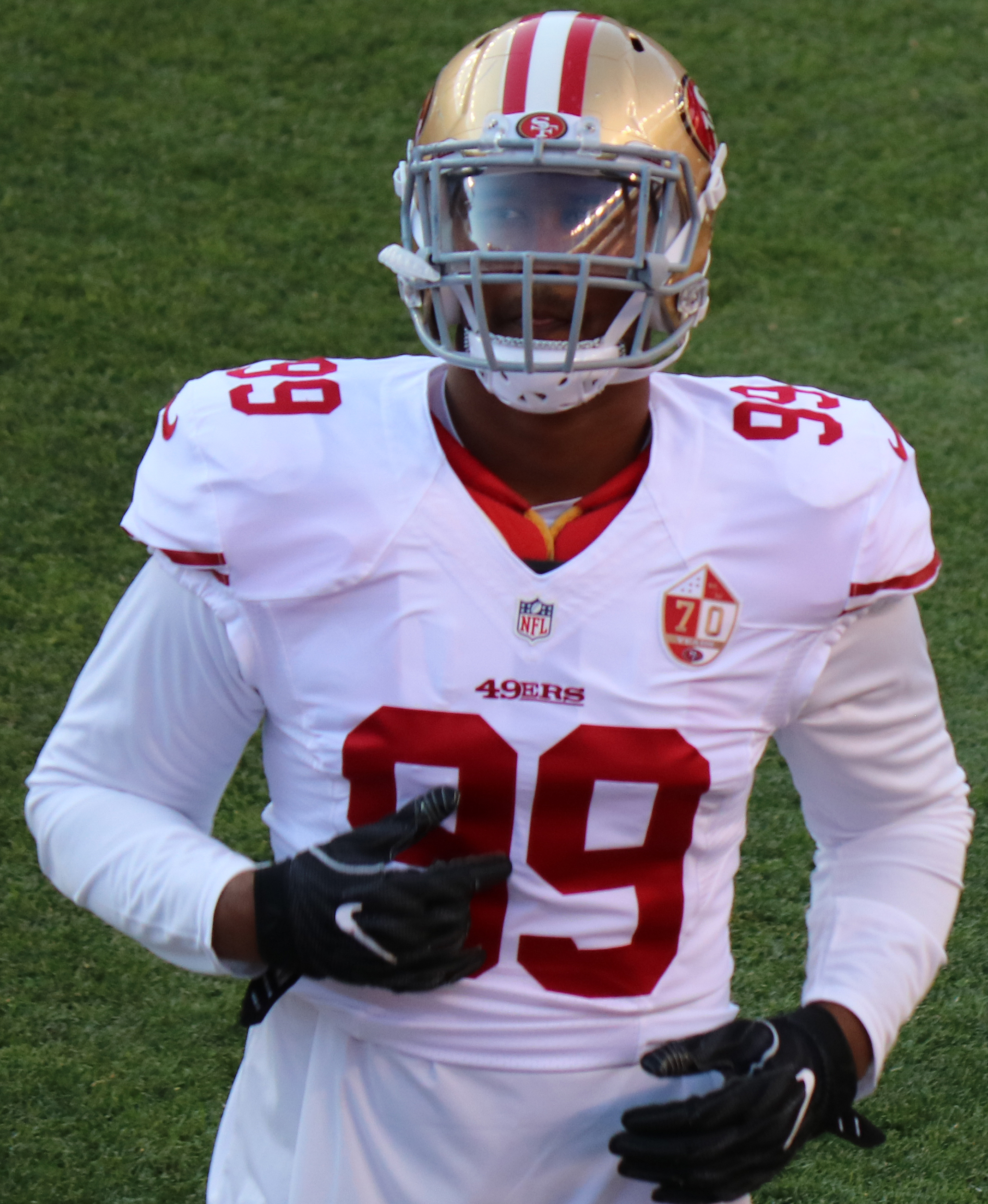
DeForest Buckner fu scelto come settimo assoluto nel Draft 2016 dai 49ers

| Scelte dei 49ers nel Draft 2016 |        |                                  |                                  |                                  |                                  |
| Giro                            | Scelta | Giocatore                        | Ruolo                            | College                          |                                  |
| 1                               | 7      | DeForest Buckner                 | Defensive end                    | Oregon                           |                                  |
| 1                               | 28     | Joshua Garnett                   | Guard                            | Stanford                         |                                  |
| 2                               | 37     | Scambiata coi Kansas City Chiefs | Scambiata coi Kansas City Chiefs | Scambiata coi Kansas City Chiefs | Scambiata coi Kansas City Chiefs |
| 3                               | 68     | Will Redmond                     | Cornerback                       | Mississippi State                |                                  |
| 4                               | 105    | Scambiata coi Kansas City Chiefs | Scambiata coi Kansas City Chiefs | Scambiata coi Kansas City Chiefs | Scambiata coi Kansas City Chiefs |
| 4                               | 133    | Rashard Robinson                 | Cornerback                       | LSU                              |                                  |
| 5                               | 142    | Ronald Blair                     | Defensive end                    | Appalachian State                |                                  |
| 5                               | 145    | John Theus                       | Tackle                           | Georgia                          |                                  |
| 5                               | 174    | Fahn Cooper                      | Tackle                           | Ole Miss                         |                                  |
| 6                               | 178    | Scambiata coi Kansas City Chiefs | Scambiata coi Kansas City Chiefs | Scambiata coi Kansas City Chiefs |                                  |
| 6                               | 207    | Jeff Driskel                     | Quarterback                      | Louisiana Tech                   |                                  |
| 6                               | 211    | Kelvin Taylor                    | Running back                     | Florida                          |                                  |
| 6                               | 213    | Aaron Burbridge                  | Wide receiver                    | Michigan State                   |                                  |
| 7                               | 249    | Prince Charles Iworah            | Cornerback                       | Western Kentucky                 |                                  |

## Staff
| Staff dei San Francisco 49ers nel 2016 |
| --- |
| Organi dirigenziali - Co-Chairman: Denise York e John York - Presidente/CEO: Jed York - General Manager: Trent Baalke Capo allenatore - Chip Kelly Altri allenatori - Preparatore atletico – Kurt Schmidt Allenatori dell'attacco - Coordinatore offensivo – Curtis Modkins - Quarterback – Ryan Day - Running Back – Tom Rathman - Wide Receiver – Bob Bicknell - Tight End – Jeff Nixon - Offensive Line – Pat Flaherty - Assistente – Eric Wolford - Controllo qualità – Mick Lombardi Allenatori della difesa - Coordinatore difensivo – Jim O'Neil - Defensive Line – Jerry Azzinaro - Assistente Defensive Line – Vince Oghobaase - Inside Linebacker – Joe Bowden - Outside Linebacker – Jason Tarver - Defensive Back – Jeff Hafley - Assistente Defensive Backs – Roy Anderson - Controllo qualità – Tem Lukabu Allenatori dello special team - Coordinatore special team – Derius Swinton II - Assistente special team – Michael Clay |

## Roster
| Roster dei San Francisco 49ers nel 2016 |
| --- |
| Quarterback - 2 Blaine Gabbert - 7 Colin Kaepernick - 15 Christian Ponder Running Back - 22 Mike Davis - 24 Shaun Draughn - 32 DuJuan Harris - 28 Carlos Hyde Wide Receiver - 13 Aaron Burbridge - 14 Chris Harper - 17 Jeremy Kerley RS - 11 Quinton Patton - 82 Torrey Smith - 81 Rod Streater Tight End - 84 Blake Bell - 88 Garrett Celek - 85 Je'Ron Hamm - 89 Vance McDonald Offensive Linemen - 68 Zane Beadles G - 77 Trenton Brown T - 65 Joshua Garnett G - 67 Daniel Kilgore C - 66 Marcus Martin C - 74 Joe Staley T - 71 John Theus T - 61 Andrew Tiller G Defensive Linemen - 98 Ronald Blair DE - 99 DeForest Buckner DE - 92 Quinton Dial DE - 90 Glenn Dorsey NT - 63 Tony Jerod-Eddie DE - -- Chris Jones DE - 64 Mike Purcell NT Linebacker - 50 Nick Bellore ILB - 55 Ahmad Brooks OLB - 95 Tank Carradine OLB - 58 Eli Harold OLB - 51 Gerald Hodges ILB - 59 Aaron Lynch OLB - 56 Shayne Skov ILB - 57 Michael Wilhoite ILB Defensive Back - 41 Antoine Bethea SS - 26 Tramaine Brock CB - 20 Marcus Cromartie CB - 36 Dontae Johnson CB - 27 Keith Reaser CB - 35 Eric Reid FS - 33 Rashard Robinson CB - 38 JaCorey Shepherd CB - 29 Jaquiski Tartt SS - 25 Jimmie Ward CB Special Team - 9 Phil Dawson K - 86 Kyle Nelson LS - 5 Bradley Pinion P Lista delle riserve - 91 Arik Armstead DE (IR) - 54 Ray-Ray Armstrong ILB (IR) - 53 NaVorro Bowman ILB (IR) - 43 Chris Davis CB (IR) - 10 Bruce Ellington WR (IR) - 9 Thad Lewis QB (IR) - 23 Will Redmond CB (IR) - 3 Eric Rogers WR (IR) Squadra di allenamento - 75 Alex Balducci C - 60 Fahn Cooper OT - 19 Mose Frazier WR - 47 Curtis Grant LB - 30 Prince Charles Iworah CB - 78 Norman Price OT - 44 Marcus Rush OLB - 18 DeAndre Smelter WR - 40 Vinnie Sunseri S - 31 Kelvin Taylor RB 53 attivi, 10 inattivi, 7 nella squadra di allenamento, 0 free agent |
| Legenda - I rookie sono in corsivo. - Il primo ruolo è il principale mentre gli eventuali successivi indicano i ruoli secondari. - (IR) sta per Injured Reserve ed indica la lista ristretta per un solo giocatore infortunato che può tornare ad allenarsi dopo la settimana 6 e a rientrare in prima squadra dopo che questa ha giocato 8 partite. - (NF-Inj.) / (NF-Ill.) stanno rispettivamente per Non-Football Injured e Non-Football Illness ed indicano le liste dove viene inserito un giocatore che ha un infortunio o una malattia non dipendente dal football americano. - (PUP) sta per Physically Unable to Perform ed indica la lista dove viene inserito un giocatore mentre è in attesa di recuperare la condizione fisica. Nella stagione regolare dopo la sesta partita giocata dalla propria squadra, il giocatore ha tempo tre settimane per riprendere ad allenarsi, più tre settimane aggiuntive dal suo rientro agli allenamenti per rientrare in prima squadra. |

## Calendario
| Turno | Data               | Avversario           | Risultato          | Record             | Stadio                        | NFL.com recap      |
| ----- | ------------------ | -------------------- | ------------------ | ------------------ | ----------------------------- | ------------------ |
| 1     | 12/9               | Los Angeles Rams     | V 28–0             | 1–0                | Levi's Stadium                | Recap              |
| 2     | 18/9               | at Carolina Panthers | S 27–46            | 1–1                | Bank of America Stadium       | Recap              |
| 3     | 25/9               | at Seattle Seahawks  | S 18–37            | 1–2                | CenturyLink Field             | Recap              |
| 4     | 2/10               | Dallas Cowboys       | S 17–24            | 1–3                | Levi's Stadium                | Recap              |
| 5     | 6/10               | Arizona Cardinals    | S 21–33            | 1–4                | Levi's Stadium                | Recap              |
| 6     | 16/10              | at Buffalo Bills     | S 16–45            | 1–5                | New Era Field                 | Recap              |
| 7     | 23/10              | Tampa Bay Buccaneers | S 17–34            | 1–6                | Levi's Stadium                | Recap              |
| 8     | Settimana di pausa | Settimana di pausa   | Settimana di pausa | Settimana di pausa | Settimana di pausa            | Settimana di pausa |
| 9     | 6/11               | New Orleans Saints   | S 23–41            | 1–7                | Levi's Stadium                | Recap              |
| 10    | 13/11              | at Arizona Cardinals | S 20–23            | 1–8                | University of Phoenix Stadium | Recap              |
| 11    | 20/11              | New England Patriots | S 17–30            | 1–9                | Levi's Stadium                | Recap              |
| 12    | 27/11              | at Miami Dolphins    | S 24–31            | 1–10               | Hard Rock Stadium             | Recap              |
| 13    | 4/12               | at Chicago Bears     | S 6–26             | 1–11               | Soldier Field                 | Recap              |
| 14    | 11/12              | New York Jets        | S 17–23 (DTS)      | 1–12               | Levi's Stadium                | Recap              |
| 15    | 18/12              | at Atlanta Falcons   | S 13–41            | 1–13               | Georgia Dome                  | Recap              |
| 16    | 24/12              | at Los Angeles Rams  | V 22–21            | 2–13               | Los Angeles Memorial Coliseum | Recap              |
| 17    | 1/1                | Seattle Seahawks     | S 23–25            | 2–14               | Levi's Stadium                | Recap              |

Note: Gli avversari della propria division sono in grassetto.

## Classifiche

### Division
| NFC West             | NFC West | NFC West | NFC West | NFC West | NFC West | NFC West | NFC West | NFC West | NFC West |
|                      | V        | S        | P        | %        | DIV      | CONF     | PF       | PS       | Str.     |
| -------------------- | -------- | -------- | -------- | -------- | -------- | -------- | -------- | -------- | -------- |
| (3) Seattle Seahawks | 10       | 5        | 1        | .656     | 3–2–1    | 6–5–1    | 354      | 292      | V1       |
| Arizona Cardinals    | 7        | 8        | 1        | .469     | 4–1–1    | 6–5–1    | 462      | 368      | V2       |
| Los Angeles Rams     | 4        | 12       | 0        | .250     | 2–4      | 3–9      | 230      | 438      | S7       |
| San Francisco 49ers  | 2        | 14       | 0        | .125     | 2–4      | 2–10     | 309      | 480      | S1       |